# Doloploca
Doloploca là một chi bướm đêm thuộc phân họ Tortricinae của họ Tortricidae.

## Các loài
- Doloploca buraetica Staudinger, 1892
- Doloploca characterana Snellen, 1883
- Doloploca praeviella (Erschoff, 1877)
- Doloploca punctulana ([Denis & Schiffermuller], 1775)
- Doloploca supina Razowski, 1975